# Леонтьев, Василий Александрович
Василий Александрович Леонтьев (1917—1985) — капитан Советской Армии, участник Великой Отечественной войны, Герой Советского Союза (1946).

## Биография
Василий Леонтьев родился 11 января 1917 года в селении Пышминский Завод Екатеринбургского уезда Пермской губернии (ныне посёлок в Берёзовском городском округе Свердловской области). Окончил школу фабрично-заводского ученичества и Свердловский аэроклуб. В 1937 году Леонтьев был призван на службу в Рабоче-крестьянскую Красную Армию. В 1938 году он окончил Пермскую военную авиационную школу лётчиков. Участвовал в боях советско-финской войны. С июня 1941 года — на фронтах Великой Отечественной войны. В боях два раза был ранен.
К концу войны старший лейтенант Василий Леонтьев был заместителем командира эскадрильи 24-го бомбардировочного авиаполка 241-й бомбардировочной авиадивизии 3-го бомбардировочного авиакорпуса 16-й воздушной армии 1-го Белорусского фронта. К тому времени он совершил 165 боевых вылетов на воздушную разведку и бомбардировку скоплений боевой техники и живой силы противника, его важных объектов, нанеся ему большие потери.
Указом Президиума Верховного Совета СССР от 15 мая 1946 года за «умелое выполнение заданий командования и проявленные при нанесении бомбовых ударов по врагу мужество и героизм» старший лейтенант Василий Леонтьев был удостоен высокого звания Героя Советского Союза с вручением ордена Ленина и медали «Золотая Звезда».
В 1948 году в звании капитана Леонтьев был уволен в запас. Проживал и работал в Москве. Умер 14 июня 1985 года, похоронен на Николо-Архангельском кладбище Москвы.
Почётный гражданин города Берёзовский Свердловской области. Был награждён двумя орденами Ленина, орденами Красного Знамени, Отечественной войны 1-й степени и Красной Звезды, рядом медалей.
В честь Леонтьева названа улица в Старопышминске.